# Duke River
Der Duke River ist ein etwa 71 km langer linker Nebenfluss des Kluane River im kanadischen Yukon-Territorium.

## Verlauf
Der Duke River wird von einem namenloser Gletscher in der Eliaskette 25 km westsüdwestlich vom Südende des Kluane Lake auf einer Höhe von etwa 1800 m gespeist. Er fließt anfangs in überwiegend nordnordwestlicher Richtung durch das Gebirge. Dabei trennt er die westlich gelegene Donjek Range von den östlich gelegenen Kluane Ranges. Der Duke River nimmt die Nebenflüsse Grizzly Creek und Atlas Creek linksseitig auf. Später durchschneidet der Fluss einen Gebirgskamm und verlässt das Gebirge. Der Granite Creek trifft direkt im Anschluss linksseitig auf den Duke River. Letzterer fließt nun in nordnordöstlicher Richtung und erreicht die Niederung des Kluane Lake. 8,7 km oberhalb der Mündung kreuzt der Alaska Highway den Flusslauf. Auf der restlichen Fließstrecke bildet der Duke River einen verflochtenen Fluss mit einem bis zu 500 m breiten Kiesbett. Wenige Meter oberhalb der Mündung trifft der Burwash Creek linksseitig auf einen Mündungsarm des Duke River. Der Burwash Creek floss historisch weiter nördlich direkt dem Kluane River zu. Etwa auf Höhe des Alaska Highway ist ein früherer Flussverlauf des Duke River erkennbar, der weiter östlich zum Kluane Lake führt.

## Hydrologie
Der Duke River entwässert ein Areal von ungefähr 885 km². Der mittlere Abfluss (MQ) bei Flusskilometer 14 beträgt 8,34 m³/s. Im Juli tritt der höchste mittlere monatliche Abfluss auf mit einem Wert von 31,9 m³/s.